# Комиссии великие
Комиссии великие — центральные коллегиальные органы государственной власти Речи Посполитой. В 1764 году созданы отдельные для Короны Польской и Великого княжества Литовского, скарбовые и военные комиссии, а в 1773 году — Эдукационная комиссия.